# Nejkrásnější hádanka

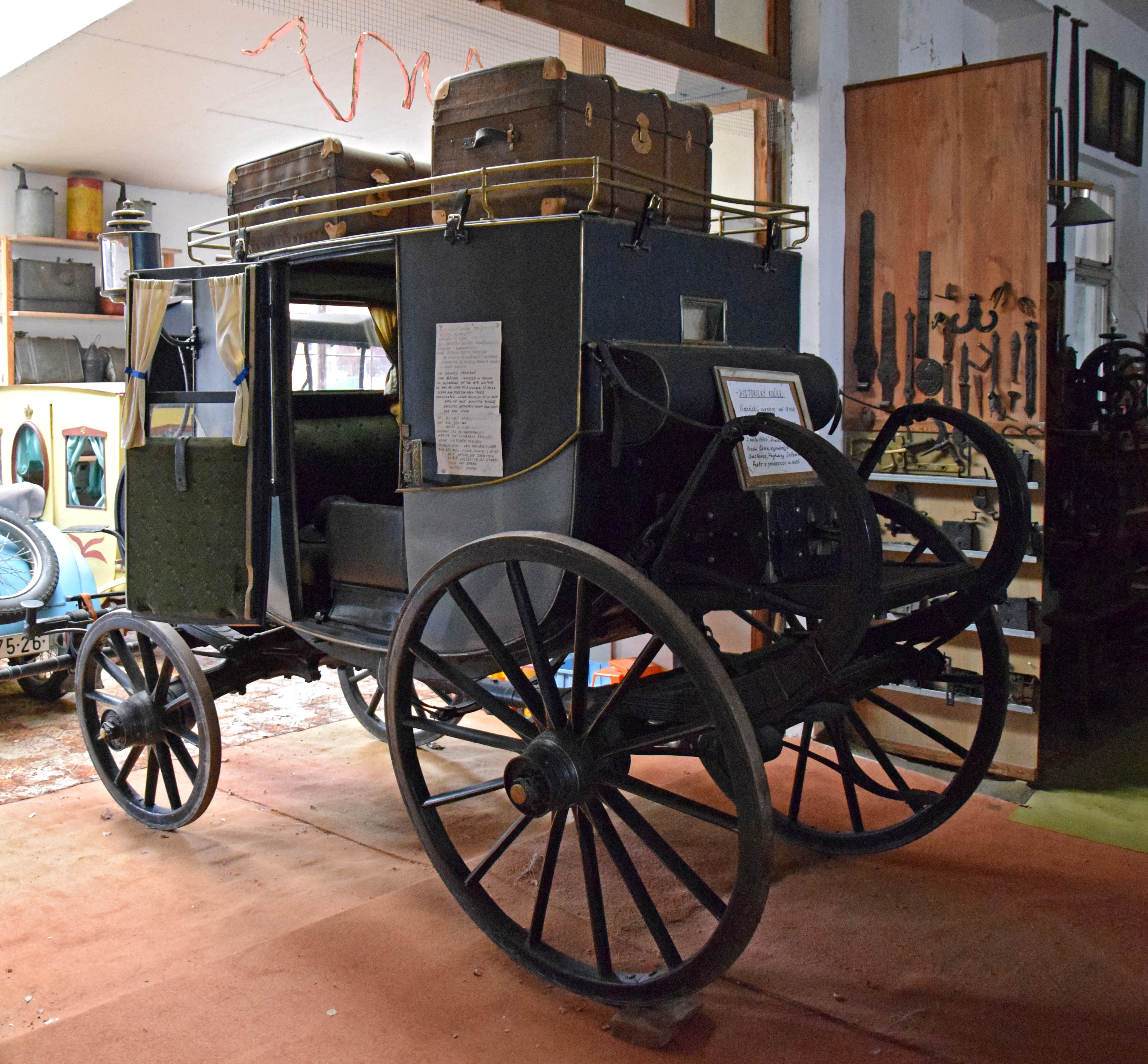
Kočár, typ Berlin, který posloužil jako rekvizita mj. v pohádce Nejkrásnější hádanka

Nejkrásnější hádanka je česká filmová pohádka, kterou na námět příběhů Jana Drdy natočil režisér Zdeněk Troška; premiéru měla v únoru 2008.
Nejkrásnější hádanka spojuje a propojuje dva pohádkové příběhy, O princezně, která hádala, až prohádala a O Matějovi a Majdalence; oba v knize České pohádky z pera Jana Drdy.

## Osoby a obsazení
| Jan Dolanský       | Matěj                                               |
| Taťana Krchovová   | Majdalenka [nadabovala Andrea Elsnerová]            |
| Ladislav Potměšil  | Král                                                |
| Veronika Kubařová  | Princezna Rozmarýnka                                |
| Miroslav Táborský  | vůdce loupežníků Madlafous                          |
| Miroslav Hrabě     | Ondra                                               |
| Přemysl Kubišta    | Generál [nadaboval Ota Jirák]                       |
| Pavel Kikinčuk     | Hofmistr                                            |
| Taťjana Medvecká   | Dvorní dáma Filoména                                |
| Ladislav Beneš     | sedlák, Majdalenčin otec [nadaboval Bohuslav Kalva] |
| Tomáš Kyndl        | rychtář [nadaboval Pavel Pípal]                     |
| Jan Novák          | princ přijíždějící hádat [nadaboval Michal Novotný] |
| Ladislav Dostál    | vrchní sluha prince [nadaboval Ivo Novák]           |
| Josef Svoboda      | sluha prince bez ucha [nadaboval Petr Burian]       |
| Romana Krčková     | dvorní dáma princezny [nadabovala Jitka Moučková]   |
| Veronika Kohoutová | dvorní dáma princezny [nadabovala Jana Páleníčková] |
| Kamila Kikinčuková | dvorní dáma princezny [nadabovala Nikola Votočková] |
| Iva Malátová       | dvorní dáma princezny [nadabovala Jolana Smělá]     |

## Filmové lokace
Pohádka se natáčela především na zámcích Sychrov a Žleby, jakož i na zřícenině hradu Kostomlaty pod Milešovkou.